# Rio do Peixe (periodiskt vattendrag i Brasilien, Paraíba)
Rio do Peixe är ett periodiskt vattendrag i Brasilien.   Det ligger i delstaten Paraíba, i den östra delen av landet, 1 500 km nordost om huvudstaden Brasília.
Omgivningen kring Rio do Peixe är huvudsakligen savann. Området är ganska glesbefolkat, med 27 invånare per kvadratkilometer.